# Yamaha QY10
 (décembre 2023).
Si vous disposez d'ouvrages ou d'articles de référence ou si vous connaissez des sites web de qualité traitant du thème abordé ici, merci de compléter l'article en donnant les références utiles à sa vérifiabilité et en les liant à la section « Notes et références ».

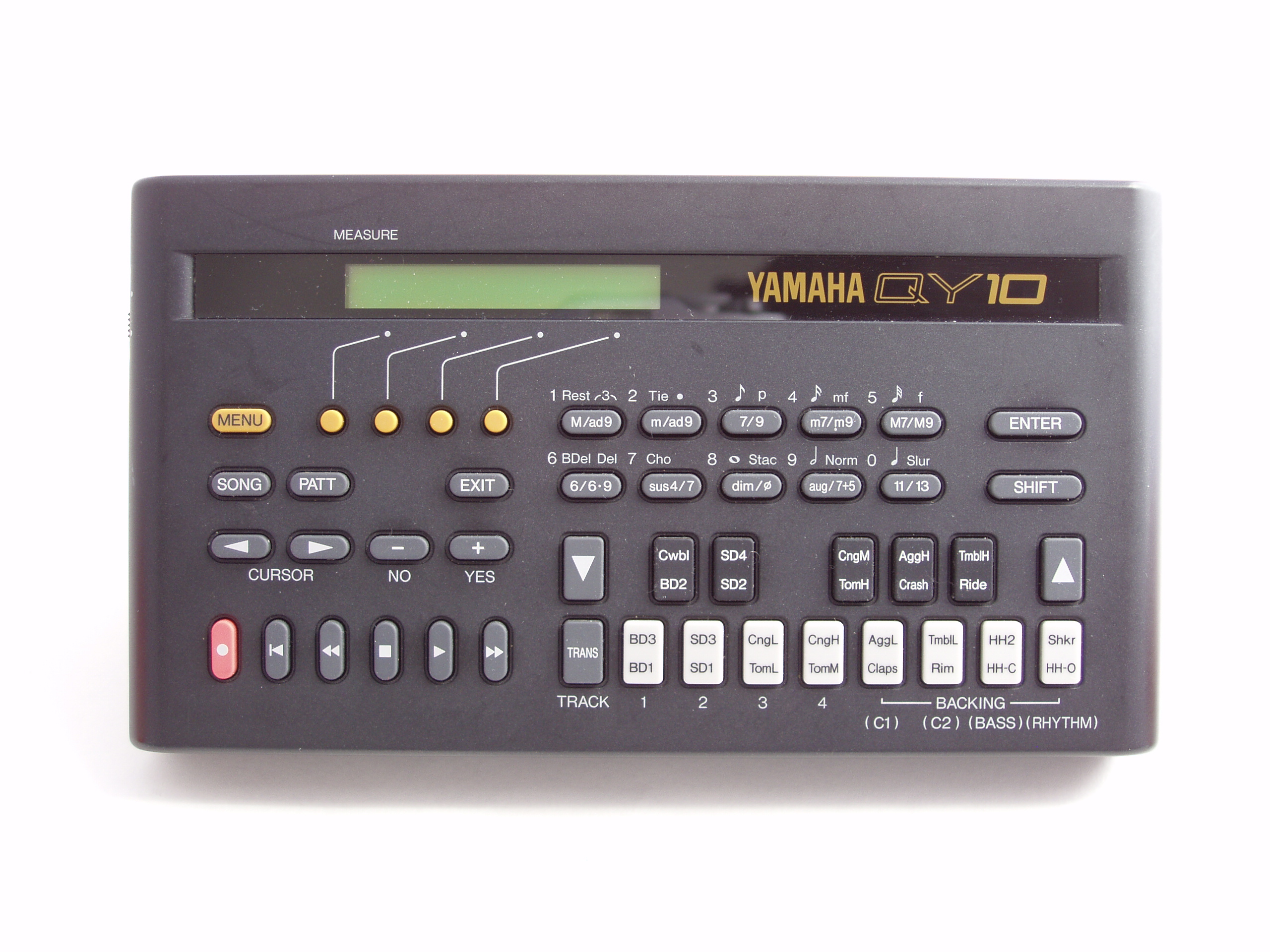
Un QY10

Le Yamaha QY10 est un séquenceur musical produit par la firme japonaise Yamaha dans les années 1990.

## Caractéristiques
Le QY10 est un séquenceur possédant des générateurs de sons intégrés. Il permet ainsi de pouvoir programmer des arrangements mais aussi les jouer. 76 séquences préprogrammés inspirés de différents styles musicaux étaient présent dans le QY10.Il est doté d'un séquenceur MIDI et d'un mini-clavier d'une octave. Les huit pistes du séquenceur sont organisées en deux groupes: 4 pour la mélodie et les accords et 4 pour la basse et les parties rythmiques . Le QY10 possède aussi 30 Voix PCM et 26 instruments à percussion. Fonctionnant sur batteries et de la taille d'une cassette VHS, il permet aux musiciens de composer en voyageant.
Le QY10 a été un succès commercial, et d'autres modèles plus puissants ont pris le relai : le QY20 et QY22 en particulier.